# التحرش الجنسي في قطاع التعليم في الولايات المتحدة
التحرش الجنسي في قطاع التعليم في الولايات المتحدة هو سلوك غير مُرحب به ذو طابع جنسي يتداخل مع قدرة الطلاب الأمريكيين على التعلم، والمذاكرة، والمشاركة في أنشطة المدرسة. وهو سلوك شائع في المدارس الإعدادية والثانوية في الولايات المتحدة. التحرش الجنسي أو التحرش على أساس الجنس هو شكل من أشكال التمييز بموجب المادة 9 من مشروع إصلاح قوانين التعليم لعام 1972. يتضمن التحرش الجنسي نطاقًا واسعًا من السلوكيات تتدرج في فداحتها من المضايقات البسيطة إلى اللمس بدون إذن، وفي بعض الحالات المتطرفة قد يصل الأمر إلى الاغتصاب أو الاعتداء الجنسي.
يشمل تعريف التحرش الجنسي السلوكيات التي تُرتكب من قبل أقران ضحية التحرش أو من جانب الأشخاص ذوي السلطة (أي المعلمين وغيرهم من طاقم عمل المدرسة). رغم أن أكثر حالات التحرش شيوعًا في المدارس هي تلك التي تُرتكب من قبل التلاميذ فمن الجائز أن يقوم أحد المعلمين أو أفراد طاقم المدرسة بذلك أيضًا. وقد يكون الضحية أحد الطلاب أو المعلمين أو غيرهم من طاقم عمل المدرسة كذلك. يقول البعض أنه حتى في حالة السلوكيات الجنسية التي تتم بالتراضي بين المعلم والطالب فلا تزال تلك السلوكيات ضربًا من التحرش الجنسي، إذ أن التفاوت بين سلطة الطالب وسلطة المعلم يخلق بيئة ديناميكية تجعل الرضا المتبادل بين الطالب والمعلم أمرًا محالًا.

## الإحصائيات
طبقًا للمسح الإحصائي الذي أجرته رابطة النساء الجامعيات في الولايات المتحدة عام 2000 الذي شمل 2064 طالبًا في المرحلة الدراسية الثامنة وحتى الحادية عشر فإن:
- 81% أو 8 من أصل 10 طلاب يتعرضون للتحرش الجنسي في المدرسة
- 83% من البنات تعرضن للتحرش الجنسي
- 78% من الأولاد تعرضوا للتحرش الجنسي
- 38% من الطلاب تعرضوا للتحرش من قبل المعلمين أو طاقم عمل المدرسة
- 36% من طاقم عمل المدرسة تعرضوا للتحرش من قبل الطلاب
- 42% من طاقم عمل المدرسة تعرضوا للتحرش من قبل أقرانهم

وفي عام 2006 أجرت نفس المنظمة دراسة عن التحرش الجنسي في الكليات والجامعات، وتزعم المنظمة أنه رغم أن التحرش يستهدف النساء والرجال بحد سواء لكن النساء تتأثر به سلبًا بنسبة أكبر من الرجال. وأظهرت نتائج الدراسة أن:
- 62% من طالبات الجامعات و61% من طلاب الجامعات أفادوا عن تعرضهم للتحرش الجنسي داخل حرم الجامعة.
- 66% من الطلاب يعرفون شخصًا واحدًا على الأقل تعرض للتحرش معرفة شخصية.
- 10% فقط من ضحايا التحرش الجنسي حاولوا إبلاغ أحد أفراد طاقم عمل الجامعة عن المواقف التي حلت بهم.
- 35% على الأقل من طلاب الجامعات الذين تعرضوا للتحرش لم يخبروا أي أحد بذلك.
- 80% من ضحايا التحرش من طلاب الجامعات أفادوا عن تعرضهم للتحرش من قبل زملائهم الحاليين أو طلاب سابقين.
- 39% من ضحايا التحرش أفادوا بأن الحادثة أو الحوادث التي تعرضوا إليها وقعت داخل السكن الطلابي.
- 51% من الطلاب الذكور اعترفوا بممارسة التحرش ضد شخص ما في الكلية، و22% منهم اعترفوا بممارسة التحرش ضد شخص ما بصفة متكررة أو من حين لآخر.
- 31% من الطالبات الإناث اعترفن بممارسة التحرش ضد شخص ما في الكلية.
- 70% أو أكثر من طلاب مجتمع الميم تعرضوا للتحرش الجنسي.

وكذلك أفاد الاتحاد الوطني للنساء والبنات في قطاع التعليم بأن 30% من طلاب الجامعة، و40% من طلاب الدراسات العليا تعرضوا للتحرش الجنسي.
وأفادت وكالة الأنباء الأمريكية «أسوشيتد برس» عن وقوع 2,500 حالة من التجاوزات الجنسية من جانب المعلمين في الفترة 2002-2007. وفي الفترة 2001-2005 أُلغيت أوراق الاعتماد الخاصة بـ 2,570 معلم نتيجة للتجاوزات الجنسية. كان عدد المعلمين في ذلك الوقت 3 ملايين معلم.

### الديموغرافيات

#### الجنس
طبقًا للدراسات التي أجرتها رابطة النساء الجامعيات في عام 1993 و2001:
- رغم أن الطالبات الإناث يتعرضن للتحرش بنسبة أكبر من أقرانهم الذكور في كلتا الدراستين فقد أظهرت النتائج أن نسبة الطلاب الذكور الذين يتعرضون للتحرش ارتفعت من 49% في عام 1993 إلى 56% في عام 2001.
- في عام 2001 أفادت الطالبات الإناث اللاتي تعرضن للتحرش في المدرسة أن حالات التحرش كانت تُرتكب من قبل رجل واحد فقط ضد امرأة أو بنت واحدة، أما الطلاب الذكور الذين تعرضوا للتحرش فقد أفادوا بوقوع التحرش من قبل أنثى واحدة أو مجموعة من الإناث ضد شخص واحد فقط.

#### العرق
أظهرت نتائج ذات الدراسات المذكورة بالأعلى أن:
- 21% من الطلاب الذكور البيض قالوا أن شخصًا ما جذب ملابسهم أو أنزلها بأسلوب غير لائق، بينما أبلغ 10% فقط من الطلاب السود عن تعرضهم لمثل هذا الموقف.
- أفاد 51% من الطالبات البيض، وكذلك 51% من الطالبات اللاتينيات عن تعرضهن للمس بأسلوب جنسي وغير لائق، بينما تعرضت 67% من الطالبات السود لمثل هذا الموقف.
- أفاد 18% من الطالبات اللاتينيات، و15% من الطالبات البيض، و28% من الطالبات السود بأنهن أُرغمن على تقبيل شخص ما.
- 30% من الطالبات اللاتينيات، و32% من الطالبات البيض، و50% من الطالبات السود تعرضن لجذب ملابسهن أو إنزالها بأسلوب غير لائق.

## الأنواع
توجد ثلاثة أصناف رئيسية من التحرش الجنسي في المدارس: تحرش لفظي، وتحرش مرئي، وتحرش جسدي. أكثر تلك الأصناف شيوعًا هو التحرش اللفظي ويليه الجسدي ثم المرئي. أظهرت دراسة رابطة النساء الجامعيات في عام 2000 أن 6 من أصل 10 من الطلاب (أو 58%) تعرضوا إلى شكل من أشكال التحرش الجسدي في وقت ما أثناء مكوثهم داخل المدرسة، بينما أفاد 76% من الطلاب عن تعرضهم لأنواع التحرش غير الجسدي في وقت ما أثناء مكوثهم داخل المدرسة.

### اللفظي
يشمل التحرش اللفظي السلوكيات الآتية: المزاح الجنسي غير المرغوب فيه، الإشاعات الجنسية، الألفاظ الجنسية غير اللائقة، الألفاظ المسيئة للمثليين، إصدار الأحكام بشأن الأعضاء الجسدية للغير أو التحقير منها، الضغط على الغير من أجل العلاقات الجنسية، والمضايقات الجنسية عبر الهاتف.

### المرئي
يشمل التحرش المرئي السلوكيات الآتية: المحادثات الجنسية غير المرغوب فيها (الملاحظات، الرسائل النصية، الخطابات، الرسائل الإلكترونية)، التعبيرات الوجهية أو التلميحات الجنسية غير المرغوب فيها، التعري المنافي للآداب، وعرض الصور الجنسية.

### الجسدي
يتضمن التحرش الجنسي الجسدي السلوكيات الآتية: ملامسة شخص ما بطريقة جنسية، جذب ملابس شخص ما بطريقة جنسية، اللمس الجنسي غير المرغوب فيه، وإكراه الغير على التقبيل أو اللمس.

## تحرش الأقران ببعضهم
معظم حالات التحرش تقع بين الأقران وبعضهم. إذ أصدر الاتحاد الوطني للنساء والبنات في قطاع التعليم تقريرًا أفاد فيه بأن نسبة 90% من حالات التحرش ضد الطلاب كانت تُرتكب من قبل طلاب آخرين. وأظهر تقرير رابطة النساء الجامعيات عام 2006 عن التحرش في المدارس الثانوية أن 80% من حالات التحرش كانت تُرتكب من قبل طلاب آخرين.
من بين أكثر أسباب التحرش شيوعًا أن المرتكب يظن أن أفعاله تثير الضحك. فقد أظهرت الدراسة السابقة أن ذلك هو أكثر دوافع التحرش شيوعًا بين الأولاد (59% من المرتكبين تحججوا بذلك)، بينما اعترف 17% من هؤلاء الأولاد أنهم فعلوا ذلك بدافع استمالة الشخص الآخر لمواعدتهم. يرى بعض الباحثين أن الاحتجاج بقول «ظننت الأمر مضحكًا» هو مغالطة منطقية، إذ أن الدافع الحقيقي وراء تلك الأفعال هو رغبة الشخص في فرض سيطرته وزرع إحساس الخوف في نفوس الآخرين، أي أنه سلوك يتماشى أكثر مع التنمر. تنشأ تلك السلوكيات المهينة في المدارس، وتستمر في المدارس الثانوية والجامعات، وفي النهاية تنتقل إلى مكان العمل.
أظهرت دراسة أجريت في أواخر 2006 أو بدايات 2007 أن 20% على الأقل من بين جميع الأولاد تعرضوا للتحرش من قبل الطالبات الإناث. وفي 15% من كل الحالات اعترفت الفتيات بالتحرش جنسيًا بالأولاد وبررن أفعالهن بالأقوال الآتية: «ظننت الأمر مضحكًا» أو «لم أكن أؤذيه بل كان هذا ما يريده». تحاول المدارس الثانوية معالجة تلك السلوكيات.
احتمالية تحرش الأقران ببعضهم أكبر بثلاثة أمثال من احتمالية تحرش المعلم أو طاقم عمل المدرسة بالطالب. قد يكون تحرش الأقران ببعضهم نتيجة لمحاولة الطلاب إلى الامتثال إلى النماذج الجنسية التقليدية التي يفرضها المجتمع. وقد يكون التحرش كذلك أداة لفرض التقاليد المجتمعية على الجنسين. فعلى سبيل المثال عندما يتصرف أحد الأولاد بطريقة غير رجولية من وجهة نظر أقرانه فقد يباشروا بمناداته بألفاظ مهينة من أجل إكراهه على الالتزام بالتقاليد عن طريق شكل من أشكال التحرش الجنسي غير الجسدي. قد يتبنى بعض الطلاب تلك السلوكيات أو يتقبلها أو يتحملها لتجنب حدوث انشقاقات داخل جماعات الأقران.
قد تؤدي العوامل التنموية أيضًا إلى التحرش الجنسي بين الأقران. فمن الجائز أن يتورط الطلاب غير المُجهزين للتفاعل مع الجنس الآخر، أو أولئك الذين يتعذر عليهم فهم التلميحات الاجتماعية، أو أولئك الذين يحاولون إظهار اهتمامهم الجنسي بغيرهم بدون احترام الحدود الاجتماعية المقبولة في ارتكاب سلوكيات التحرش الجنسي حتى وإن كانوا يجهلون ذلك.

## التأثير

### في التعليم العالي
أعدت رابطة النساء الجامعيات تقريرًا بعنوان «وضع الحدود الفاصلة: التحرش الجنسي في الحرم الجامعي»، ووُجد فيه أن تأثير التحرش الجنسي على الطالبات الإناث من ناحية نفسية وجسدية يتلخص في الآتي:
- 68% من الطالبات شعرن ببعض من الاستياء أو بالاستياء الحاد نتيجة للتحرش الجنسي الذي تعرضن له.
- 6% منهن لم يشعرن بأي استياء على الإطلاق.
- 57% من الطالبات اللاتي تعرضن للتحرش شعرن بالخجل أو الإحراج.
- 55% من الطالبات اللاتي تعرضن للتحرش شعرن بالغضب.
- 32% من الطالبات اللاتي تعرضن للتحرش شعرن بالخوف.

وكذلك أظهرت الدراسة تأثير التحرش الجنسي على الأداء الأكاديمي كما يلي:
«يعاني الطلاب من عدة تأثيرات نتيجة للتحرش الجنسي قد تؤثر سلبًا على أداءهم الأكاديمي، ومن بين تلك التأثيرات: صعوبة في النوم، فقدان الشهية، انخفاض المشاركة داخل الفصل، تجنب مجموعات المذاكرة، النظر في الانتقال إلى مدرسة أخرى، تجنب دخول المكتبة، تغيير التخصص الأكاديمي، عدم الذهاب إلى البروفيسور أو المعلم المساعد (المعيد) في أثناء الساعات المكتبية. قد يعاني الطلاب من عدة تأثيرات في ذات الوقت أو مؤثر واحد فقط.»
- 16% من الطالبات اللاتي تعرضن للتحرش يعانين من صعوبة في المذاكرة أو التركيز في أثناء الدرس.
- 9% من أولئك الطالبات تراجعن عن دراسة مساق معين أو تجنبن حضور أحد الدروس بسبب التحرش الجنسي.
- 27% من الطالبات يبتعدن عن بعض المنشآت والأماكن داخل حرم الجامعة بسبب التحرش الجنسي.

وأظهر نفس التقرير أيضًا تأثير التحرش الجنسي على الطلاب الذكور وطلاب مجتمع الميم:
- 35% من طلاب الجامعات شعروا ببعض من الاستياء وبالاستياء الحاد بشأن تعرضهم للتحرش الجنسي.
- 61% من طلاب الجامعات أفادوا بعدم استياءهم من التعرض للتحرش الجنسي.
- 20% من طلاب الجامعات أبلغوا عن قلقهم بشأن التحرش الجنسي.
- 60% من طلاب مجتمع الميم الذين تعرضوا للتحرش حاولوا اجتناب المتحرش.
- 24% من طلاب مجتمع الميم الذين تعرضوا للتحرش يعانون من صعوبة في المذاكرة والتركيز.
- 17% من طلاب مجتمع الميم الذين تعرضوا للتحرش فكروا في الانتقال إلى مدرسة أخرى، و9% منهم انتقلوا إلى مكان آخر بالفعل.[5]